# Condylotes sukatschovi
Condylotes sukatschovi är en insektsart som beskrevs av Mitjaev 1969. Condylotes sukatschovi ingår i släktet Condylotes och familjen dvärgstritar. Inga underarter finns listade i Catalogue of Life.